# Mauro Formica
Mauro Abel Formica (Rosario, Santa Fe, 4 de abril de 1988) es un exfutbolista argentino. Se desempeñaba como enganche y su último club fue el Defensores de Belgrano en la Primera B Nacional de Argentina.

## Trayectoria

### Newell's Old Boys
Debutó en Newell's Old Boys el día 29 de septiembre de 2006 por la 9° fecha del Torneo Apertura 2006. Fue en un partido que se disputó en Santa Fe, donde los rojinegros empataron 1 a 1 con Club Atlético Colón.
Jugó 3 partidos en el Clausura 2007, no participó en ningún encuentro del Apertura 2007, jugó 7 partidos en el Clausura 2008 y otros 2 en el Apertura 2008.
Recién en el Clausura 2009 se volvió un habitual titular en la "Lepra", sólo se ausentó en cuatro fechas y fue por una leve lesión que no le permitió jugar. En dicho torneo, marcó 6 veces en las 15 fechas que disputó.

### Blackburn Rovers
A principios de 2010, Rubín Kazán intentó contratarlo pero la oferta fue desechada. En julio de 2010, River Plate realizó una oferta que fue rechazada por la dirigencia del club. En enero de 2011, el Genoa italiano tenía todo arreglado para llevárselo, sin embargo, la transferencia se frustró a último momento. Al igual que otras negociaciones que tampoco llegaron a buen puerto, tal es el caso de Galatasaray, Estrella Roja de Belgrado o AS Monaco, donde incluso pasó la revisión médica. Finalmente, el 31 de enero, día en que se cerraba el libro de pases en Inglaterra, el Blackburn Rovers fichó al mediocampista argentino. El 13 de agosto de 2011 debuta con la camiseta del Blackburn Rovers con un gol ante el Wolverhampton en la derrota 2-1. El 23 de octubre marcó un gol a un grande de Inglaterra el Tottenham en la derrota 2-1, el 14 de enero marca su primer gol en el 2012 contra el Fulham, el 21 de abril marca un gol ante el Norwich. Finalizó la temporada 2011/12 con 39 partidos y 4 goles.

### Palermo
Para el 23 de enero de 2013, Formica arregló su vinculación al US Palermo, de la Serie A de Italia, tras conflictos con Michael Appleton, Director Técnico del Blackburn Rovers. El 27 de enero de 2013 debuta con la camiseta del US Palermo entra en el segundo tiempo en el empate 1-1 ante Cagliari Calcio. En este equipo le anotó un gol.

### Cruz Azul
El volante argentino Mauro Formica fue confirmado por el dirigente cruzazulino Agustín Manzo, como el jugador que llenaría la cuarta plaza de extranjero. Sobre las cifras que se han manejado en torno al jugador, negó que sean ciertas al afirmar que "no es un jugador tan caro".
En su primer torneo con el equipo celeste no tuvo participaciones destacadas, fue hasta el clausura 2014 (su segundo torneo), donde tuvo la oportunidad de ver acción tras la lesión de Christian "el chaco" Giménez, con una mediana participación anotando tres goles, el primero de cabeza, para darle la victoria 1:0 contra Chiapas, y el segundo de la misma forma en la victoria 2:0 contra el club deportivo Guadalajara, uno más de cabeza para vencer a los potros del Atlante 4-1, su cuarto gol con el conjunto celeste llegó en la fecha 8 tras derrotar como visitante 3-1 a los Gallos Blancos del Querétaro, su primer gol con el pie derecho.
En la Liga de Campeones de la Concacaf anotó un gol contra el Sporting Kansas City también de pierna derecha, para darle el marcador 4-1 que culminaría con una goleada de Cruz Azul 5 por 1.
Metió un tanto para el 1-0 ante América que quedaría 2-1 a favor de los celestes.
Finalizó el torneo regular anotándole de izquierda a Pumas así habiéndole anotado a los otros equipos grandes de México, siendo el jugador más destacado junto a Marco Fabián.

### Newell's Old Boys
En 14 de julio de 2015 en condición de jugador libre retorna al fútbol argentino para jugar en Newell's Old Boys, club que lo vio surgir futbolísticamente.

### Pumas de la UNAM
El 7 de junio de 2017 es adquirido por los Pumas de la UNAM, en compra definitiva a Cruz Azul quien era dueño de su carta, con lo cual hace su retorno al balompié mexicano después de su paso por Newell's Old Boys.

### Newell's Old Boys
En agosto de 2018 regresa a la lepra en lo que sería su tercera etapa en el club.

### Defensores de Belgrano
El 30 de enero de 2023, Formica fue anunciado como nuevo refuerzo del Club Atlético Defensores de Belgrano.

## Retiro
Tras jugar contra San Telmo, con victoria 2-0 para el local, el 18 de junio del 2023, anunció su retiro definitivo del fútbol profesional, tras casi 18 años en la disciplina.

## Selección nacional
El 2011 fue convocado a la Selección Argentina de Fútbol para un amistoso contra Polonia, en el que ingresó en el segundo tiempo.

## Clubes
| Club                        | Temporada           | Div.                | Liga  | Liga  | Copa Nacional | Copa Nacional | Copa Internacional | Copa Internacional | Total | Total | Prom. · |
| Club                        | Temporada           | Div.                | Part. | Goles | Part.         | Goles         | Part.              | Goles              | Part. | Goles | Prom. · |
| --------------------------- | ------------------- | ------------------- | ----- | ----- | ------------- | ------------- | ------------------ | ------------------ | ----- | ----- | ------- |
| Newell's Old Boys Argentina | 2008/09             | 1°                  | 19    | 7     | -             | -             | -                  | -                  | 19    | 7     | 0,36    |
| Newell's Old Boys Argentina | 2009/10             | 1°                  | 36    | 8     | -             | -             | 2                  | 0                  | 38    | 8     | 0,21    |
| Newell's Old Boys Argentina | 2010/11             | 1°                  | 17    | 2     | -             | -             | 8                  | 3                  | 25    | 5     | 0,20    |
| Newell's Old Boys Argentina | Total               | Total               | 72    | 17    | -             | -             | 10                 | 3                  | 82    | 20    | 0,24    |
| Blackburn Rovers Inglaterra | 2011/12             | 1°                  | 34    | 4     | 5             | 0             | -                  | -                  | 39    | 4     | 0,10    |
| Blackburn Rovers Inglaterra | 2012                | 2°                  | 15    | 1     | 1             | 0             | -                  | -                  | 16    | 1     | 0,06    |
| Blackburn Rovers Inglaterra | Total               | Total               | 49    | 5     | 6             | 0             | -                  | -                  | 55    | 5     | 0,09    |
| Palermo · Italia            | 2013                | 1°                  | 8     | 1     | -             | -             | -                  | -                  | 8     | 1     | 0,12    |
| Palermo · Italia            | Total               | Total               | 8     | 1     | -             | -             | -                  | -                  | 8     | 1     | 0,12    |
| Cruz Azul · México          | 2013/14             | 1°                  | 29    | 7     | -             | -             | 9                  | 1                  | 38    | 8     | 0,21    |
| Cruz Azul · México          | 2014/15             | 1°                  | 29    | 1     | -             | -             | 7                  | 1                  | 36    | 2     | 0,50    |
| Cruz Azul · México          | Total               | Total               | 58    | 8     | -             | -             | 16                 | 2                  | 74    | 10    | 0,23    |
| Newell's Old Boys Argentina | 2015                | 1°                  | 3     | 0     | -             | -             | -                  | -                  | 3     | 0     | 0,00    |
| Newell's Old Boys Argentina | 2016                | 1°                  | 14    | 0     | -             | -             | -                  | -                  | 14    | 0     | 0,00    |
| Newell's Old Boys Argentina | 2016/17             | 1°                  | 27    | 7     | 3             | 0             | -                  | -                  | 30    | 7     | 0,33    |
| Newell's Old Boys Argentina | Total               | Total               | 44    | 7     | 3             | 0             | -                  | -                  | 47    | 7     | 0,14    |
| UNAM · México               | 2017/18             | 1°                  | 21    | 0     | 6             | 2             | -                  | -                  | 27    | 2     | 0,07    |
| UNAM · México               | Total               | Total               | 21    | 0     | 6             | 2             | 0                  | 0                  | 27    | 2     | 0,07    |
| Newell's Old Boys Argentina | 2018/19             | 1°                  | 23    | 2     | 5             | 0             | -                  | -                  | 28    | 2     | 0,02    |
| Newell's Old Boys Argentina | 2019/20             | 1°                  | 15    | 3     | 10            | 1             | -                  | -                  | 25    | 4     | 0,02    |
| Newell's Old Boys Argentina | 2021                | 1°                  | -     | -     | 6             | 0             | 2                  | 0                  | 8     | 0     | 0,0     |
| Newell's Old Boys Argentina | Total               | Total               | 38    | 5     | 15            | 1             | 2                  | 0                  | 61    | 6     | 0,02    |
| Colón Argentina             | 2021                | 1°                  | 13    | 0     | -             | -             | -                  | -                  | 13    | 0     | 0,0     |
| Colón Argentina             | 2022                | 1°                  | 5     | 0     | -             | -             | 1                  | 0                  | 6     | 0     | 0,0     |
| Colón Argentina             | Total               | Total               | 18    | 0     | 0             | 0             | 1                  | 0                  | 19    | 0     | 0,0     |
| Total en su carrera         | Total en su carrera | Total en su carrera | 308   | 44    | 36            | 3             | 29                 | 5                  | 373   | 51    | 0,14    |

## Palmarés

### Campeonatos internacionales
| Título                           | Club      | Sede   | Año  |
| -------------------------------- | --------- | ------ | ---- |
| Liga de Campeones de la Concacaf | Cruz Azul | México | 2014 |